# اورینت (آیووا)
اورینت (به انگلیسی: Orient) شهری در ایالت آیووا کشور ایالات متحده آمریکا است که جمعیت آن در سرشماری سال ۲۰۱۰ میلادی، ۴۰۸ نفر بوده‌است.